# 波爾克 (伊利諾伊州)
波爾克（英語：Polk）是位於美國伊利諾伊州威爾縣的一個非建制地區。該地的面積和人口皆未知。

## 地理
波爾克的座標為41°18′42″N 87°36′30″W / 41.31167°N 87.60833°W，而該地的平均海拔高度為220米（即722英尺）。